# Khyri Thornton
Khyri Thornton (Panama City, 21 novembre 1989) è un giocatore di football americano statunitense che gioca nel ruolo di defensive tackle per i St. Louis BattleHawks della X Football League (XFL). Fu scelto nel corso del terzo giro (85º assoluto) del Draft NFL 2014 dai Green Bay Packers. Al college ha giocato a football alla Southern Mississippi University

## Carriera professionistica

### Green Bay Packers
Thornton fu scelto dai Green Bay Packers nel corso del terzo giro del Draft 2014. Perse tutta la prima stagione a causa di un infortunio al tendine del ginocchio, prima di venire svincolato nell'agosto 2015.

### New England Patriots
Il 6 settembre 2015, Thornton firmò coi New England Patriots, da cui fu svincolato il 22 ottobre dello stesso anno.

### Detroit Lions
Il 25 ottobre 2015, Thornton firmò con i Detroit Lions, con cui in quella stagione disputò le prime sei gare come professionista. Nella settimana 8 della stagione 2016 mise a segno il primo sack in carriera ai danni di Brock Osweiler degli Houston Texans.

## Statistiche
| Partite totali      | 15  |
| Partite da titolare | 4   |
| Tackle              | 17  |
| Sack                | 1,0 |
| Intercetti          | 0   |